# Hollandaisesaus

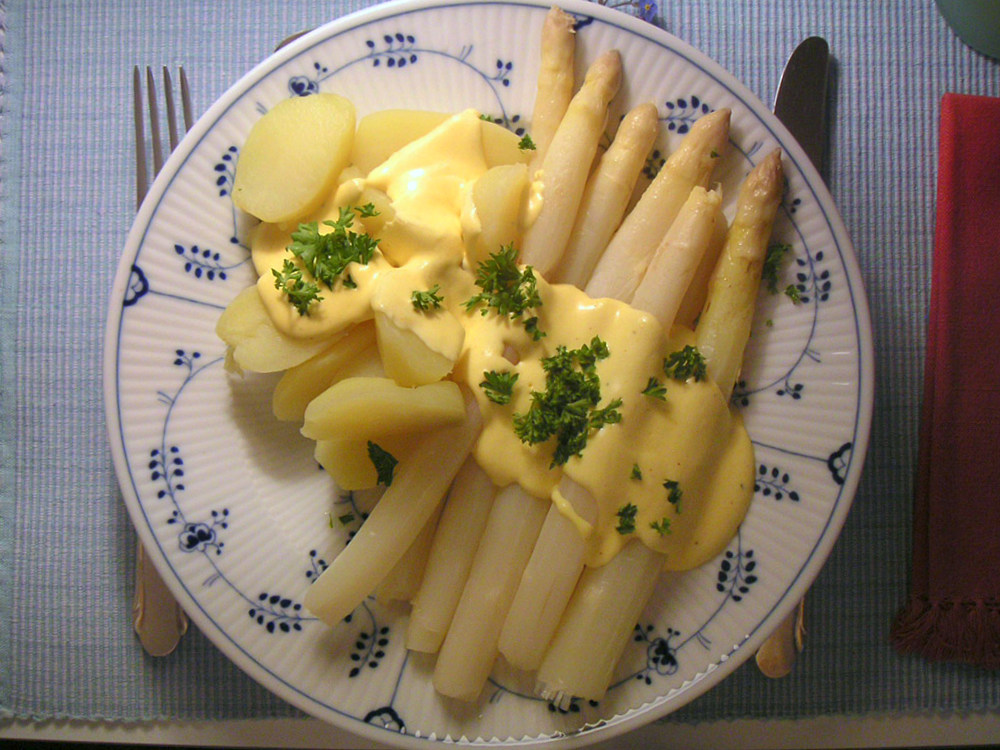
Asperges en gekookte aardappelen met hollandaisesaus

Hollandaisesaus (of Hollandse saus) is een van de voornaamste sauzen uit de Franse keuken. Het is een warme, romige, luchtige emulsie gemaakt uit boter en eierdooiers, gewoonlijk aangevuld met wat citroensap of azijn.
De saus wordt vooral (warm) geserveerd bij visgerechten en bij groenten zoals asperges, bloemkool en artisjokken; ze is ook een vast onderdeel van eggs benedict. 
Aan hollandaise verwante sauzen zijn onder andere bearnaise- en mousselinesaus.

## Geschiedenis
Hollandaisesaus is ontwikkeld binnen de Franse keuken, maar de vroegste oorsprong blijft in het ongewisse. Mogelijk is een eerste versie geïmporteerd uit Nederland. De naam van de saus verwijst naar Holland, en in het kookboek van Carel Baten uit 1593 staat een gelijkend recept. Ook uit Engeland zijn verwijzingen naar Nederlandse sauzen bekend, zoals de ‘high Dutch sauce’ in The French School-master (1573) van Claudius Hollyband. Een samenstelling werd echter niet vermeld, enkel dat het bij snoek werd geserveerd.
La Varenne gaf in zijn Cuisinier françois (1651) een uitgewerkt recept voor bij asperges. Het was een saus gebonden door eigeel met goede verse boter, azijn, zout en nootmuskaat. In de 19e eeuw schaarde Carême hollandaise onder de kleine sauzen, en dus niet onder de vier grote (bechamel, velouté, allemande en espagnole). Escoffier bracht hollandaise daarentegen wel onder de vijf moedersauzen van de Franse haute cuisine. Naar het einde van de 20e eeuw werd die indeling minder gangbaar. Hollandaise werd gezien als de voornaamste botersaus, naast beurre blanc.